# بانو با بادبزن
بانو با بادبزن (انگلیسی: Lady with a Fan) یک نقاشی رنگ روغن روی کرباس و آخرین اثر گوستاو کلیمت است. این نقاشی پرتره یک زن ناشناس است که هنگام مرگ کلیمت در سال ۱۹۱۸ هنوز روی سه‌پایه‌ای در کارگاه‌اش قرار داشت. این نقاشی تحت تأثیر هنر آسیایی است و بخشی از روند ژاپنیسم است که به تأثیر هنر و طراحی ژاپنی در میان هنرمندان اروپای غربی اشاره دارد. در این نقاشی همچنین تعدادی درون‌مایه چینی وجود دارد از جمله ققنوس که نماد جاودانگی و تولد دوباره است و همچنین گل نیلوفر که نماد عشق است.
بانو با بادبزن یکی از معدود پرتره‌های کلیمت است که در اختیار یک مالک خصوصی بود. این تابلو که در سال ۱۹۹۴ به قیمت ۱۱٫۶ میلیون دلار فروخته شده بود؛ در سال ۲۰۲۳ در حراجی سادبیز به یک مجموعه‌دار هنگ کنگی به قیمت ۱۰۸٫۴ میلیون دلار فروخته شد و رکورد گران‌ترین اثر هنری فروخته شده در یک حراجی در اروپا را شکست.